# The Mystery of Edwin Drood (film 1909)
The Mystery of Edwin Drood è un cortometraggio muto del 1909. Tratto dall'ultimo romanzo di Charles Dickens, Il mistero di Edwin Drood, che venne pubblicato postumo nel 1870, il film è diretto da Arthur Gilbert. Fu interpretato da Cooper Willis nel ruolo di Edwin Drood.
Dal libro vennero tratte diverse versioni cinematografiche, tra cui una del 1935 di Stuart Walker con Claude Rains. Nel 1960, la tv britannica produsse una serie omonima di 8 episodi di 30 minuti l'uno.

## Produzione
Il film fu prodotto dalla Gaumont British Picture Corporation.

## Distribuzione
Distribuito dalla Gaumont British Distributors, il film - un cortometraggio di una bobina - uscì nelle sale cinematografiche USA nel febbraio 1909.

## Versioni cinematografiche e tv
- The Mystery of Edwin Drood di Arthur Gilbert (UK-Gaumont) con Cooper Willis (1909)
- The Mystery of Edwin Drood di Herbert Blaché, Tom Terriss (World FIlm) con Tom Terris (1914)
- Mystery of Edwin Drood di Stuart Walker (Universal) con Claude Rains (1935)
- The Mystery of Edwin Drood mini-serie tv UK (1960)
- The Mystery of Edwin Drood di Timothy Forder (UK-First Standard Media) con Robert Powell (1993)